# الزعيم الأوحد
الزعيم الأوحد لقب وتعبير سياسي استخدم لأول مرة بمعنى محدد وأهداف سياسية مقصودة في تشرين الأول/أكتوبر 1958 في العراق من قبل أحد أعوان عبد الكريم قاسم، واستخدم في نطاق واسع من قبل الحزب الشيوعي العراقي.

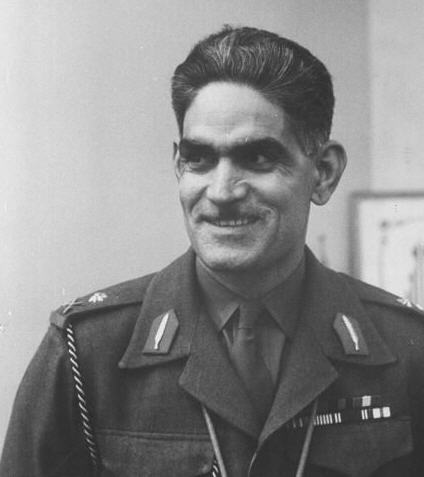
استخدم لقب الزعيم الأوحد لعبد الكريم قاسم من قبل أحد أعوانه بعد ثورة 14 تموز 1958 وتبناه الحزب الشيوعي العراقي وعمم استخدامه على أوسع النطاق.

## عند الحزب الشيوعي العراقي
في نظرة عبد الوهاب الكيالي عمم استخدام الزعيم الأوحد الحزب الشيوعي العراقي على أوسع نطاق ممكن وذلك لغايتين رئيسيتين، كانت الأولى بمثابة تطبيق لسياسة فرق تسد بين قياديي ثورة 14 تموز 1958 ، وعلى الأخص بين قاسم الرئيس الوزراء ووزير الدفاع ونائبه عبد السلام عارف وزير الداخلية الذي قاد عملية تنفيذ الثورة، المحالف لحزب البعث العربي الاشتراكي وللضباط القوميين والمؤيد للوحدة مع الجمهورية العربية المتحدة، أي حليف العناصر المنافسة للحزب الشيوعي والمؤيد للوحدة العربية التي عارضها الشيوعيون بقوة. «وقد وجد الحزب الشيوعي العراقي في غموض شخصية قاسم وميوله الفردية ومعارضته لبعض أجراءات نائبه كما وجد في الطلابع غير المتناسق للوزارة في الجمهورية الأولى ما يساعد على رفع شعارات انقسامية». 

أما الغاية الأخرى فهي محاولة العمل على الوصول إلى الجماهير العراقية عن طريق طرح شعار بسيط جذاب يؤمن للحزب الشيوعي حماية جناح قوي في السلطة وليصبح الحزب قوة علنية ومؤثرة. ومن ثم لتسيير دفة الأحداث عن طريق السيطرة على الشارع وعلی الرأي العالم. «فقد قدر الحزب الشيوعي العراقي أن شعار ماكو زعيم إلا كريم وجمهورية لا اقليم سوف يكتل بعض الأقليات والتيارات الشعوبية المعادية للوحدة العربية وراءهم في الشارع وفي صفوف الجيش. فقد وجد الحزب الشيوعي العراقي في شعار الزعيم الأوحد مدخلاً إلى بناء أدوات السيطرة على المستويات الشعبية والشارع» في رأي عبد الوهاب الكيالي. 